# 关石
关石，本名为潘奇辉。（1969年1月1日—）出生于中华人民共和国山东省青岛。是一位中国大陆的现代诗人，创办新婉约诗社，太阳诗刊〔民刊〕，新婉约诗派主要代表人物。他的诗歌“质朴、纯净、婉约”，“富有音乐特质和画面感”，被认为具有深刻的现实意义。同时也存在歧义。《关石诗选》获中国作家协会、中国作家创作年会〔2010〕金秋笔会一等奖。

## 主要作品
- 《曾经有你》
- 《爱的揭谛》
- 《关石诗选》
- 《复活，或以笔为杖》。

## 诗歌倾向
他认为中国现代诗歌应具有鲜明的中国人思维方式和逻辑，以及中国人独特的禀性、人文特征。指出中国汉语言文学之现代诗歌之“汉味”写作的理念及方向。